# Jiaozhou (Qingdao)

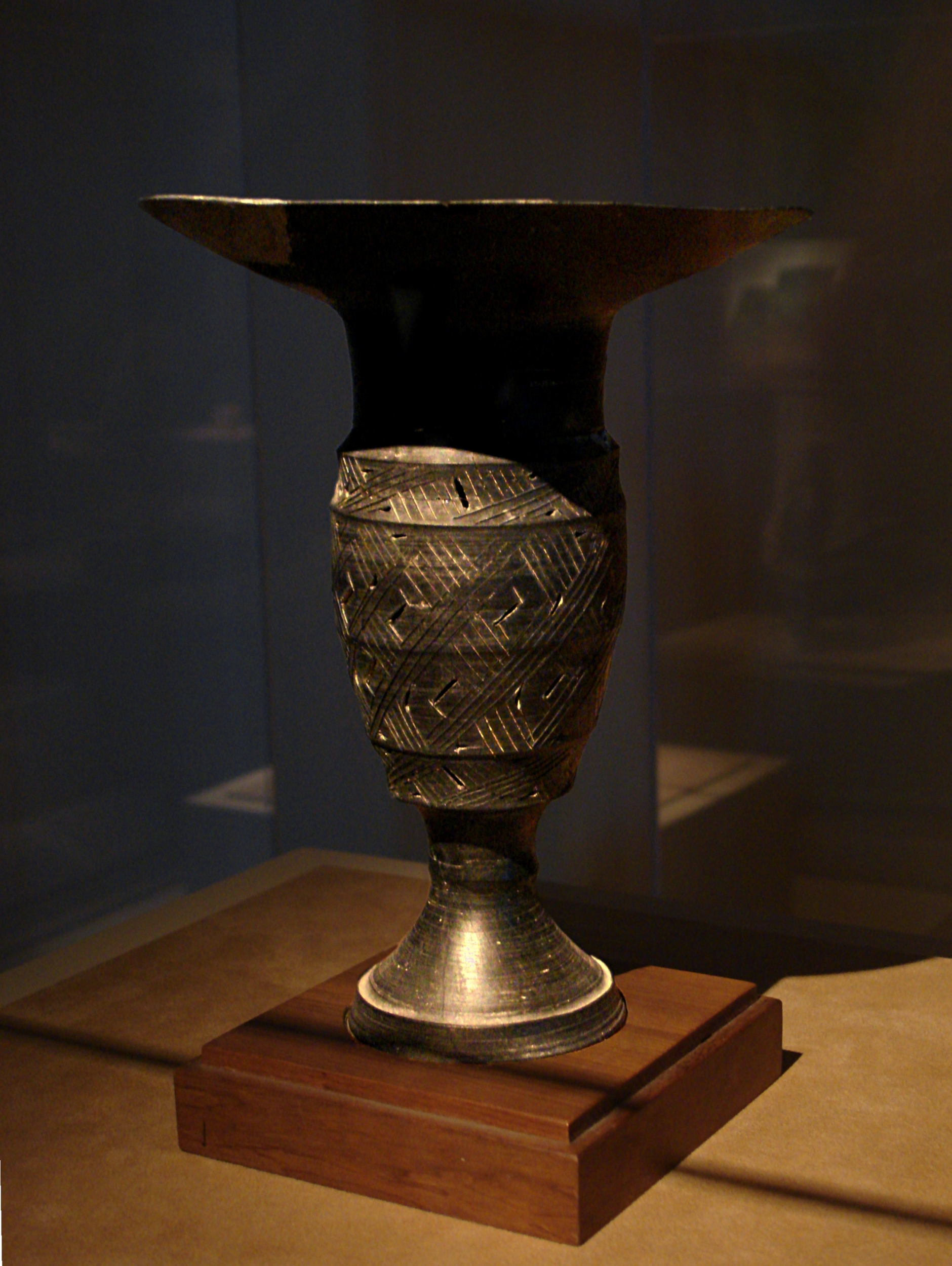
Kelch der antiken Longshan-Kultur – „Eierschalenkeramik“

Jiaozhou, deutsch nach Stange Kiautschou-Schi (chinesisch 膠州市 / 胶州市, Pinyin Jiāozhōu Shì), ist eine kreisfreie Stadt in der Provinz Shandong (Schantung) im Osten der Volksrepublik China. Jiaozhou hat eine Fläche von 1.313 km² und hatte bei der Volkszählung von 2010 insgesamt 843.054 Einwohner. Sie liegt östlich der Jiaozhou-Bucht (膠州湾 / 胶州湾,  Jiāozhōu Wān, veraltet nach Stange Kiautschou-Wan), veraltet auch „Kiautschou-Bucht“ genannt.

## Geschichte
Frühe Besiedlung des Ortes ist durch Jungsteinzeitliche Funde belegt. Die neolithische Sanlihe-Stätte (三里河遺址 / 三里河遗址,  Sānlǐhé Yízhǐ) steht seit 2006 auf der Liste der Denkmäler der Volksrepublik China (6-115).
Jiaozhou war über Jahrhunderte ein wichtiger interregionaler und internationaler Hafen Chinas. Mit Versandung des alten Hafens verlor der Ort an Bedeutung. Ein neuer Hafen entstand bei Tsingtau.
Von 1898 bis 1905 lag eine Kompanie des III. Seebataillons, der Garnison der deutschen Kolonie Kiautschou, in der Stadt Kiautschou.

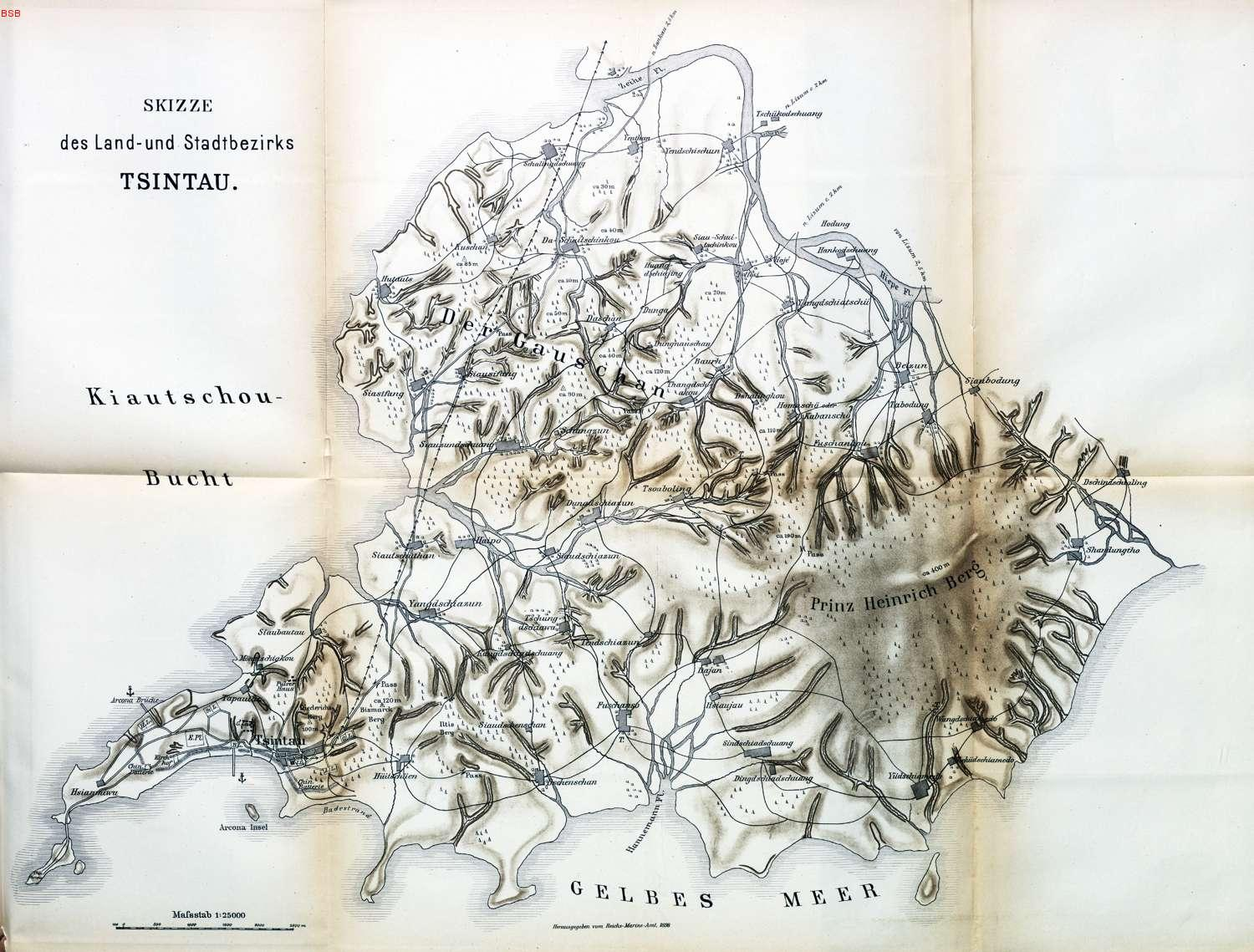
Die Bucht von Kiautschou um 1889
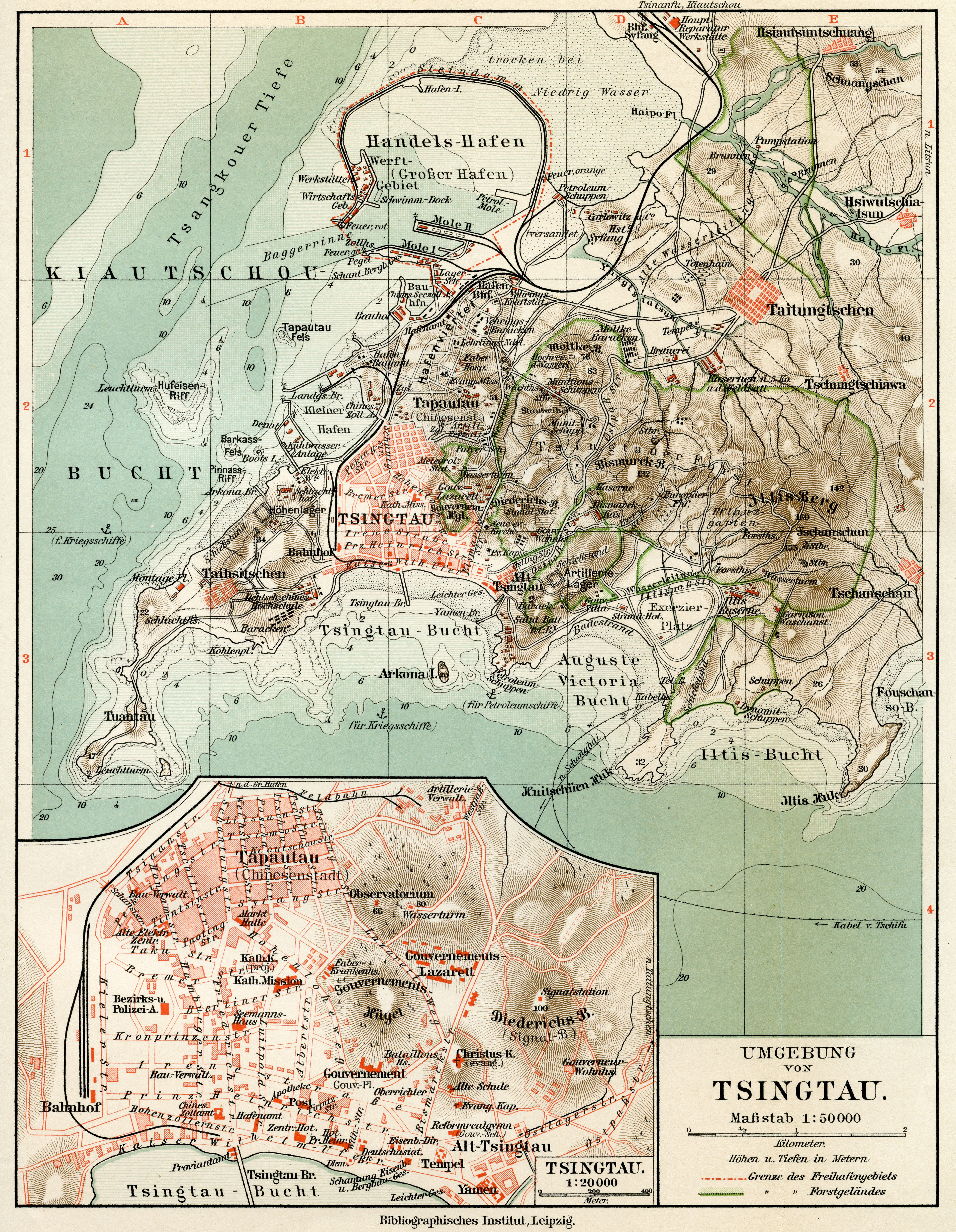
Die Bucht von Kiautschou um 1912
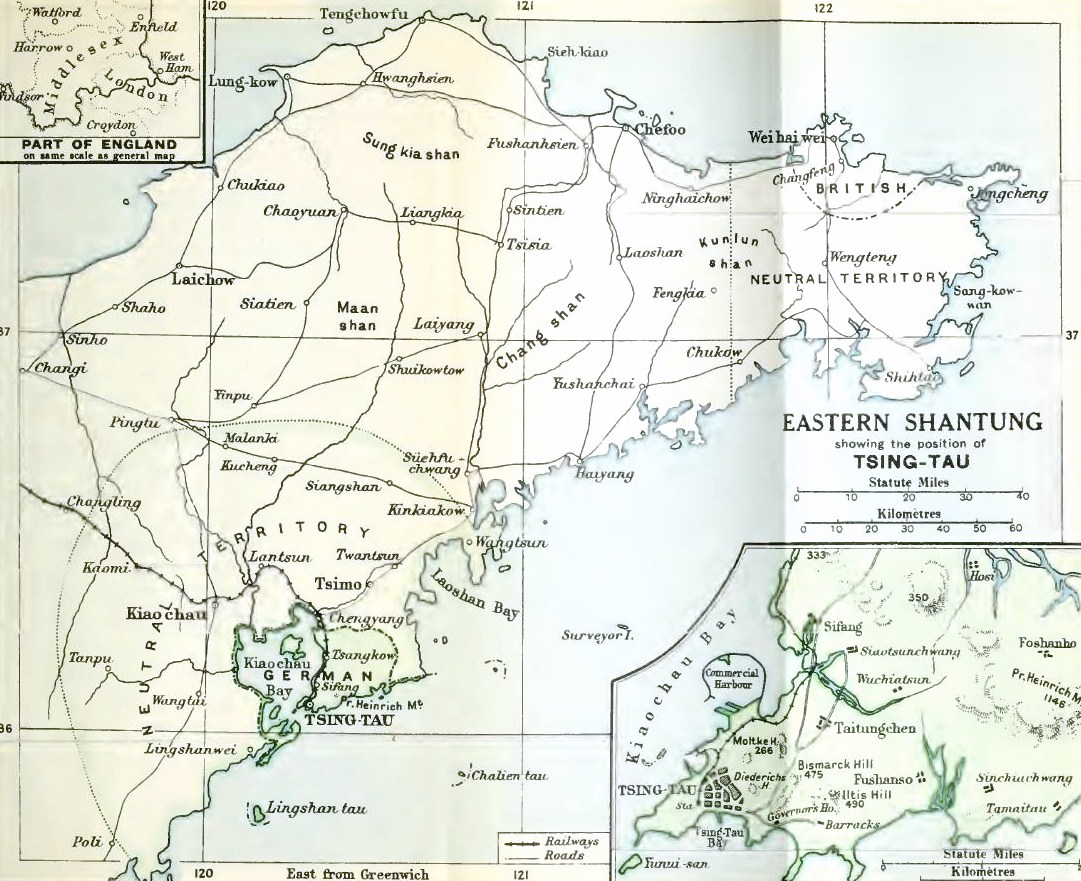
Die Bucht von Kiautschou 1914

## Verwaltungsgliederung
Jiaozhou gehört zum Verwaltungsgebiet der bezirksfreien Stadt Qingdao. Die kreisfreie Stadt wurde früher verwaltungstechnisch Kreis Jiao (膠縣 / 胶县,  Jiāo Xiàn) genannt.
Auf Gemeindeebene setzt sich die kreisfreie Stadt aus fünf Straßenvierteln und dreizehn Großgemeinden zusammen. Diese sind:
- Straßenviertel Fu’an (阜安街道,  Fù'ān Jiēdào)
- Straßenviertel Beiguan (北關街道 / 北关街道,  Běiguān Jiēdào)
- Straßenviertel Nanguan (南關街道 / 南关街道,  Nánguān Jiēdào)
- Straßenviertel Yunxi (雲溪街道 / 云溪街道,  Yúnxī Jiēdào)
- Straßenviertel Zhongyun (中雲街道 / 中云街道,  Zhōngyún Jiēdào)

- Großgemeinde Ducun (杜村鎮 / 杜村镇,  Dùcūn Zhèn)
- Großgemeinde Jiaobei (膠北鎮 / 胶北镇,  Jiāolái Zhèn)
- Großgemeinde Jiaodong (膠東鎮 / 胶东镇,  Jiāodōng Zhèn)
- Großgemeinde Jiaolai (膠莱鎮 / 胶莱镇,  Jiāolái Zhèn)
- Großgemeinde Jiaoxi (膠西鎮 / 胶西镇,  Jiāoxī Zhèn)
- Großgemeinde Jiulong (九龍鎮 / 九龙镇,  Jiǔlóng Zhèn)
- Großgemeinde Licha (里岔鎮 / 里岔镇,  Lǐchà Zhèn)
- Großgemeinde Ligezhuang (李哥莊鎮 / 李哥庄镇,  Lǐgēzhuāng Zhèn)
- Großgemeinde Madian (馬店鎮 / 马店镇,  Mǎdiàn Zhèn)
- Großgemeinde Puji (鋪集鎮 / 铺集镇,  Pūjí Zhèn)
- Großgemeinde Yinghai (營海镇 / 营海镇,  Yínghǎi Zhèn)
- Großgemeinde Yanghe (洋河鎮 / 洋河镇,  Yánghé Zhèn)
- Großgemeinde Zhangying (張應鎮 / 张应镇,  Zhāngyìng Zhèn)